# Vouzon
Vouzon – miejscowość i gmina we Francji, w Regionie Centralnym, w departamencie Loir-et-Cher.
Według danych na rok 1990 gminę zamieszkiwało 1008 osób, a gęstość zaludnienia wynosiła 13 osób/km² (wśród 1842 gmin Regionu Centralnego Vouzon plasuje się na 392. miejscu pod względem liczby ludności, natomiast pod względem powierzchni na miejscu 13.).